# جوت بردفورد
جوت بردفورد (Jowett Bradford) خودرویی است که در سال‌های ۱۹۴۶ تا ۱۹۵۳. ۳۸،۲۴۱ made  تولید شده‌است.
موتور آن ۱۰۰۵ سی‌سی سیستم جعبه‌دندهٔ آن ۳ دنده به صورت دستی است.

## نگارخانه

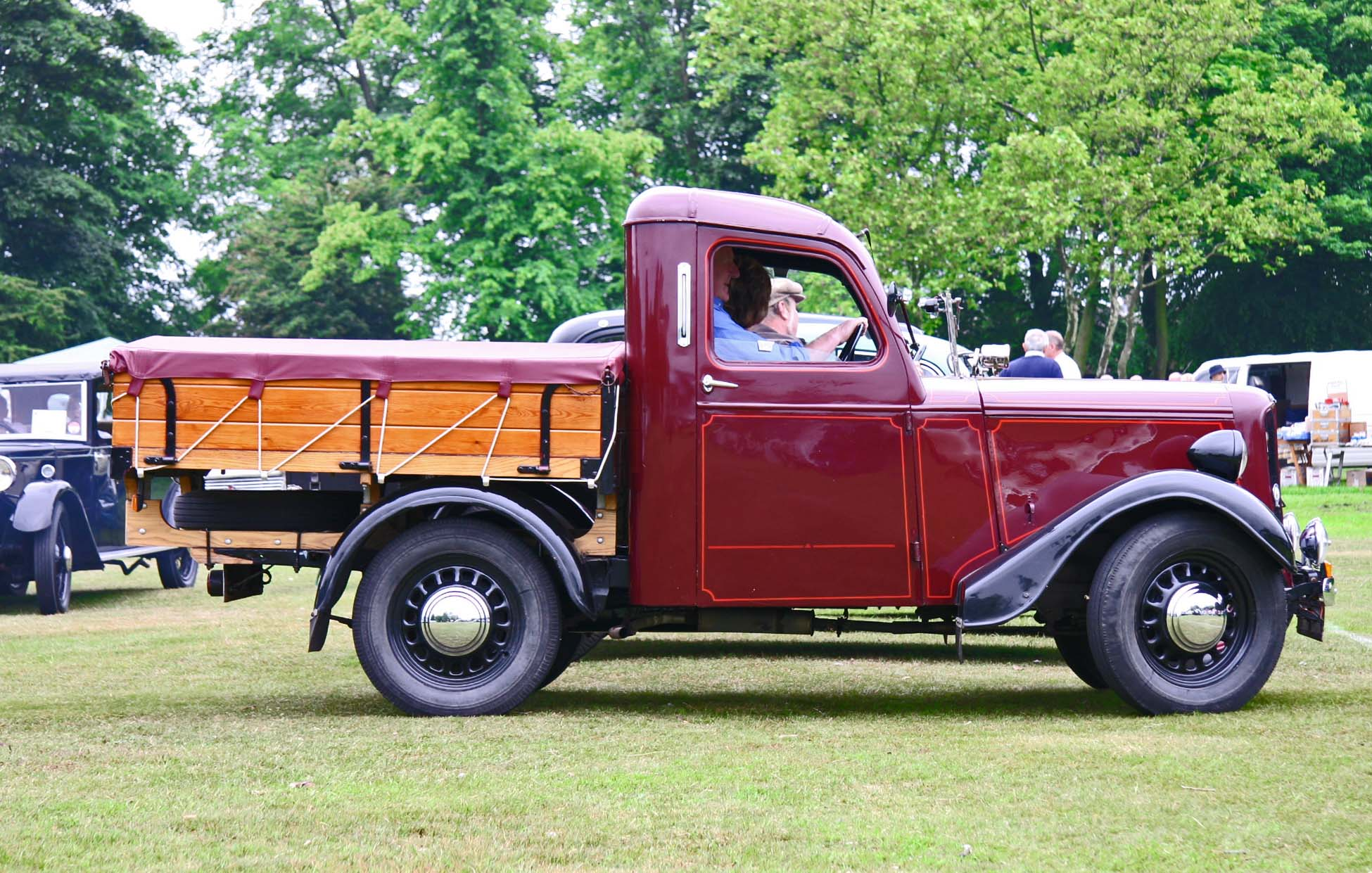
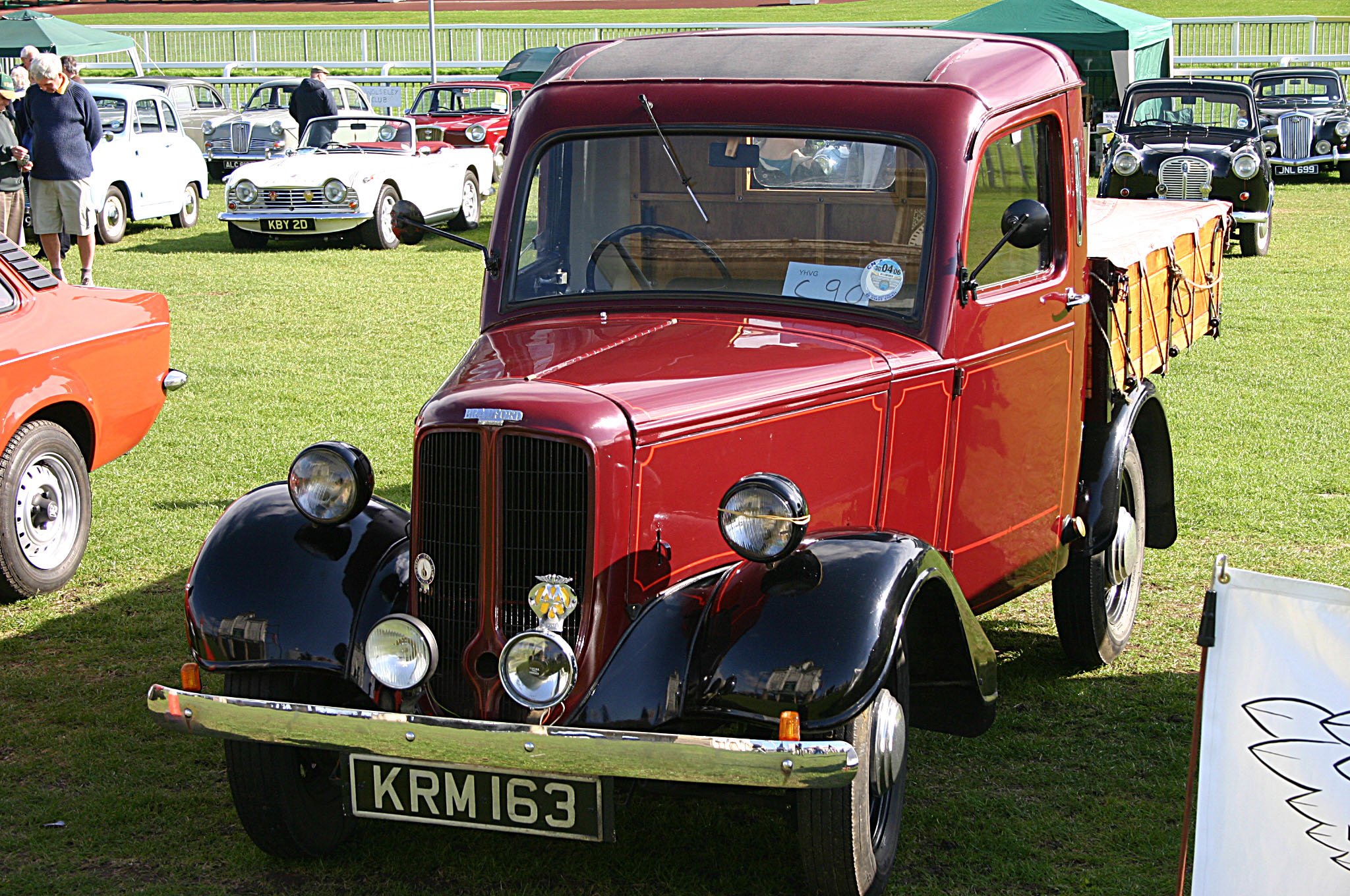
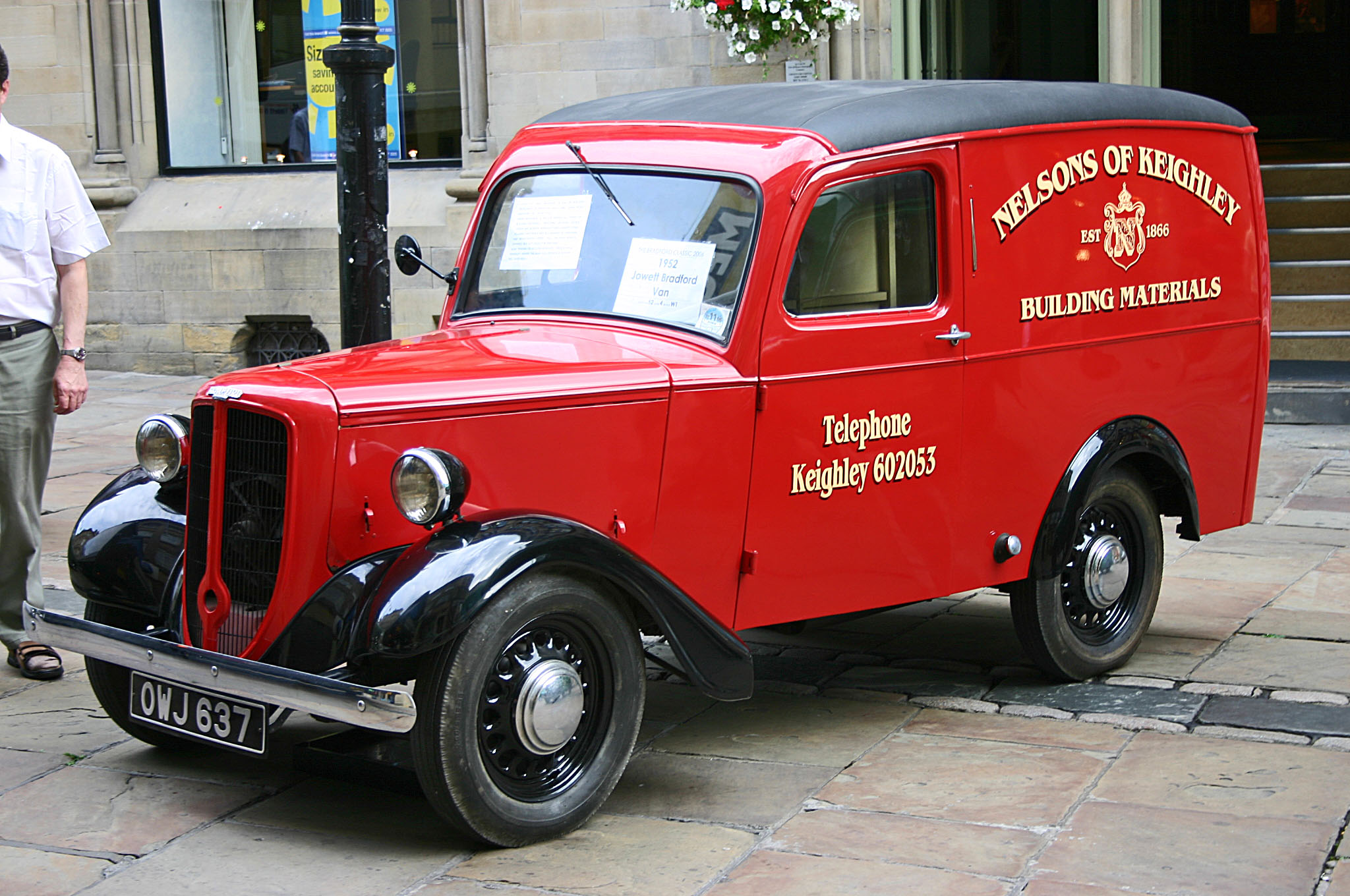
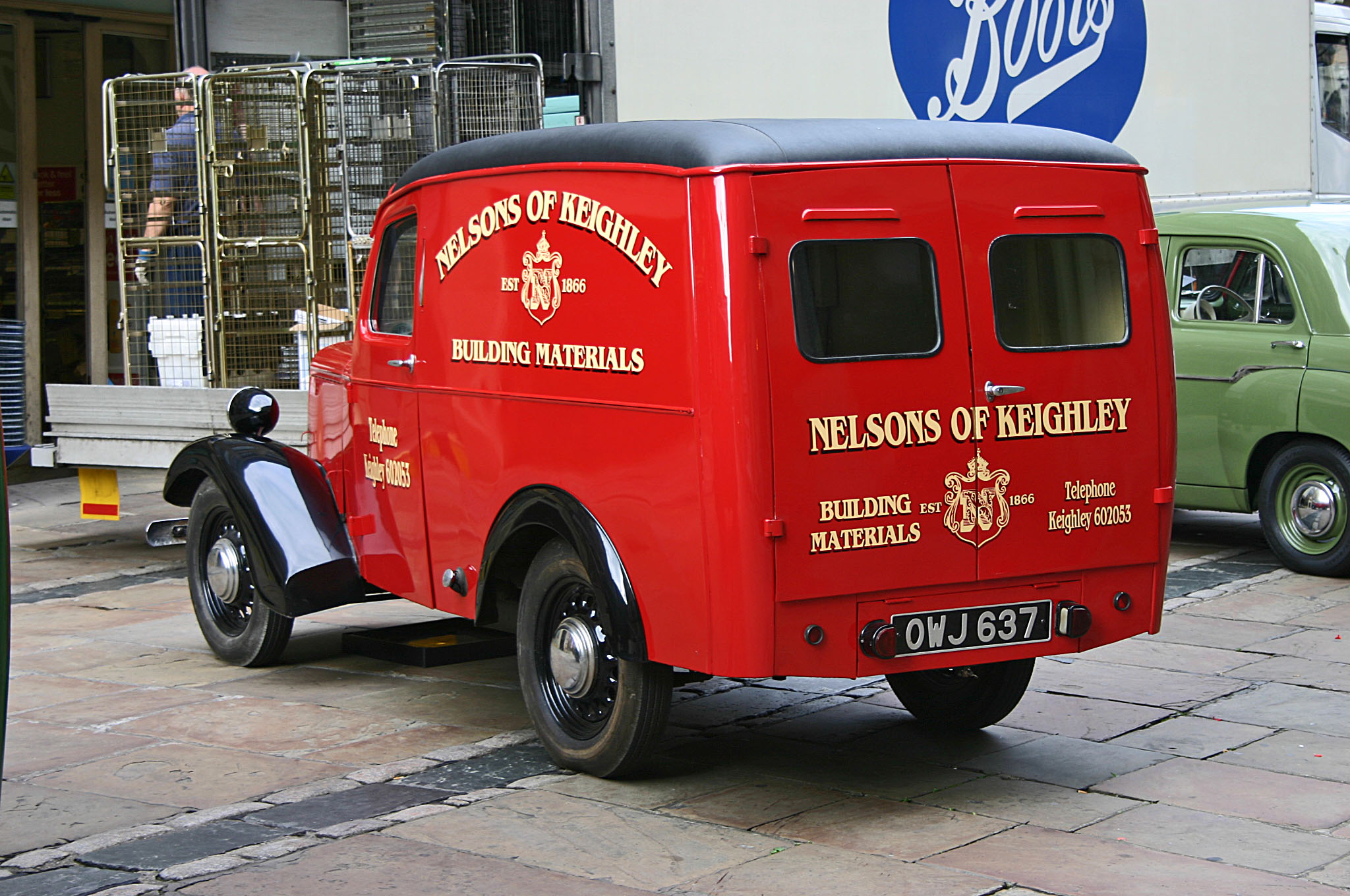
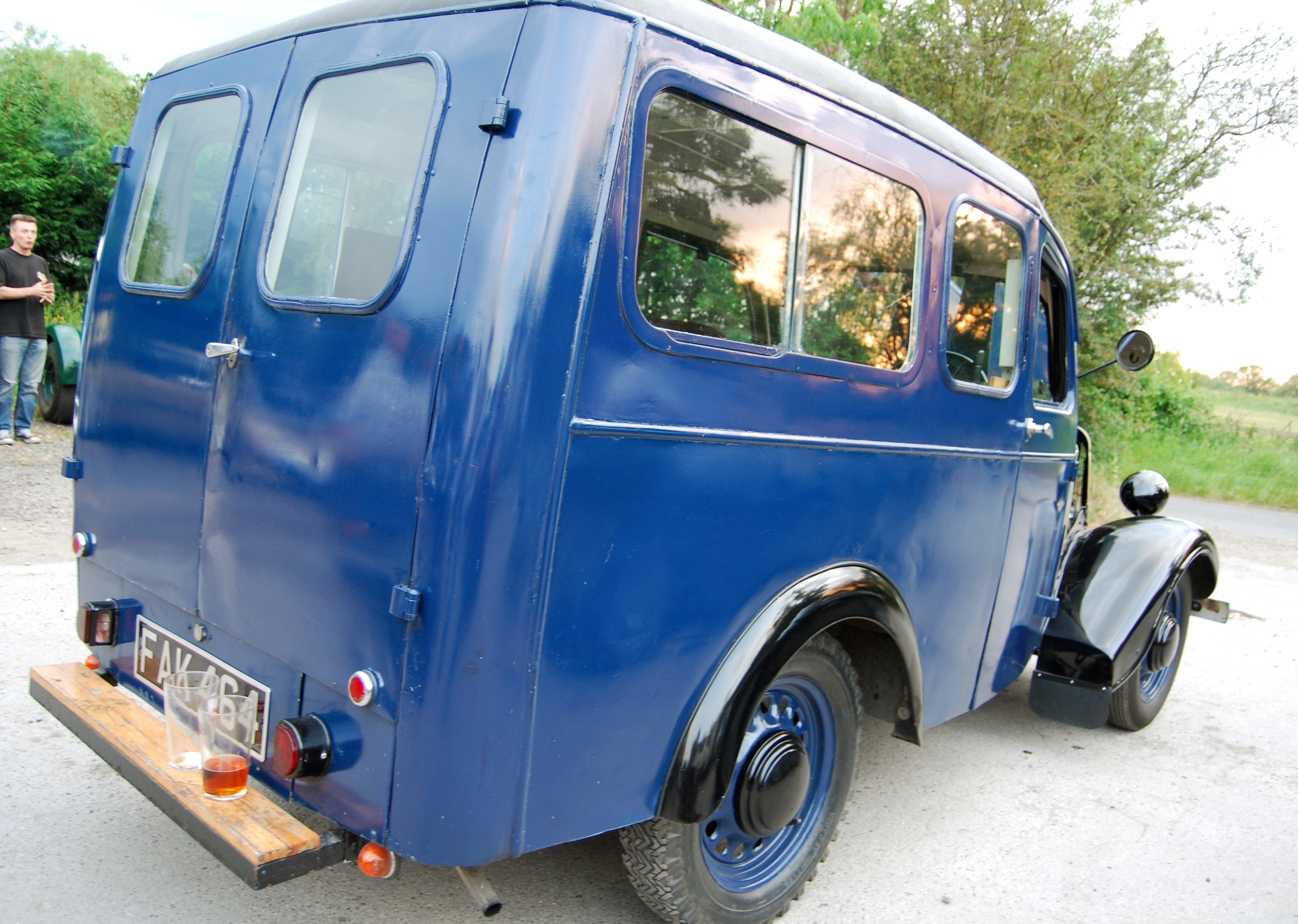
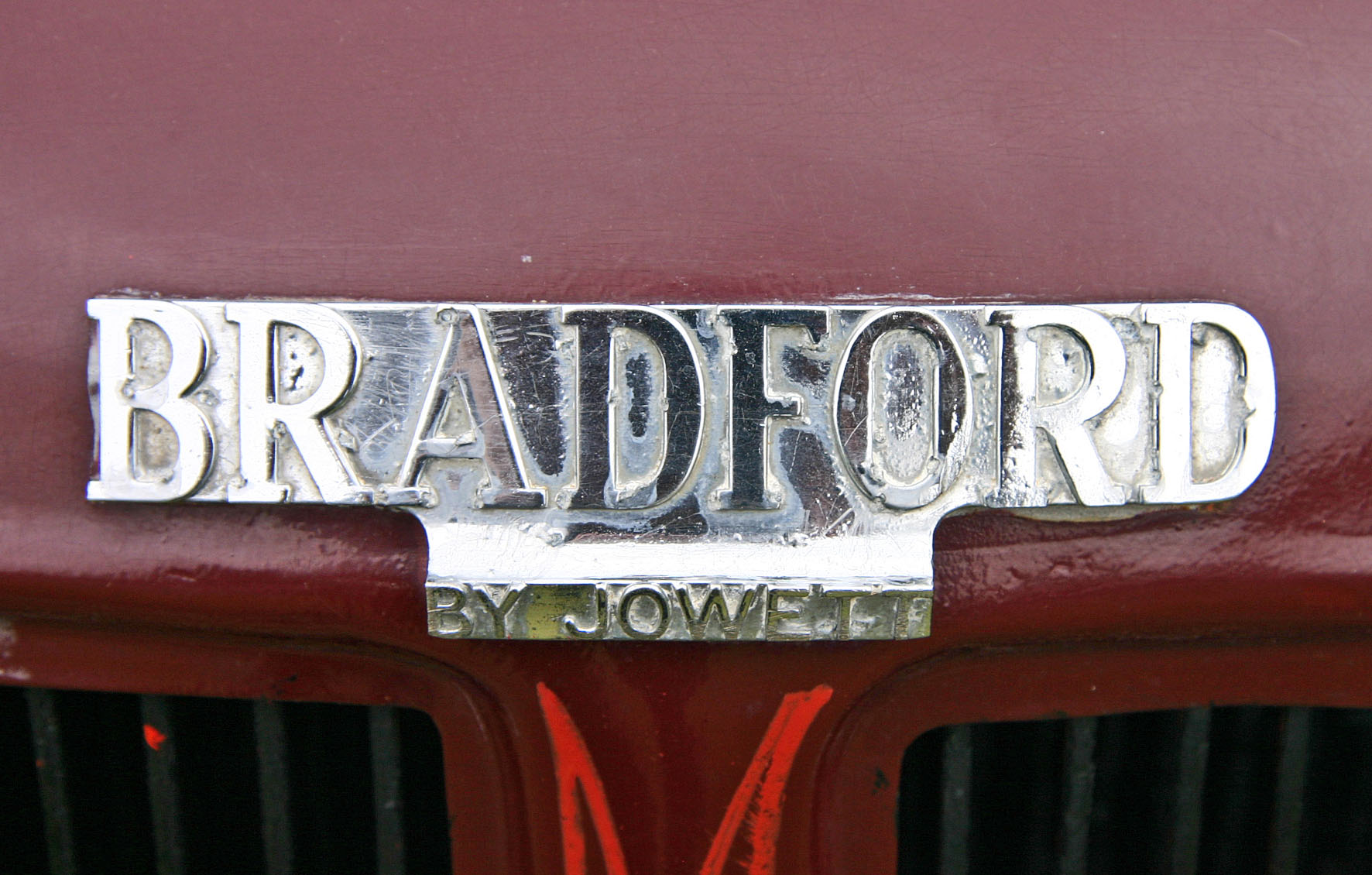
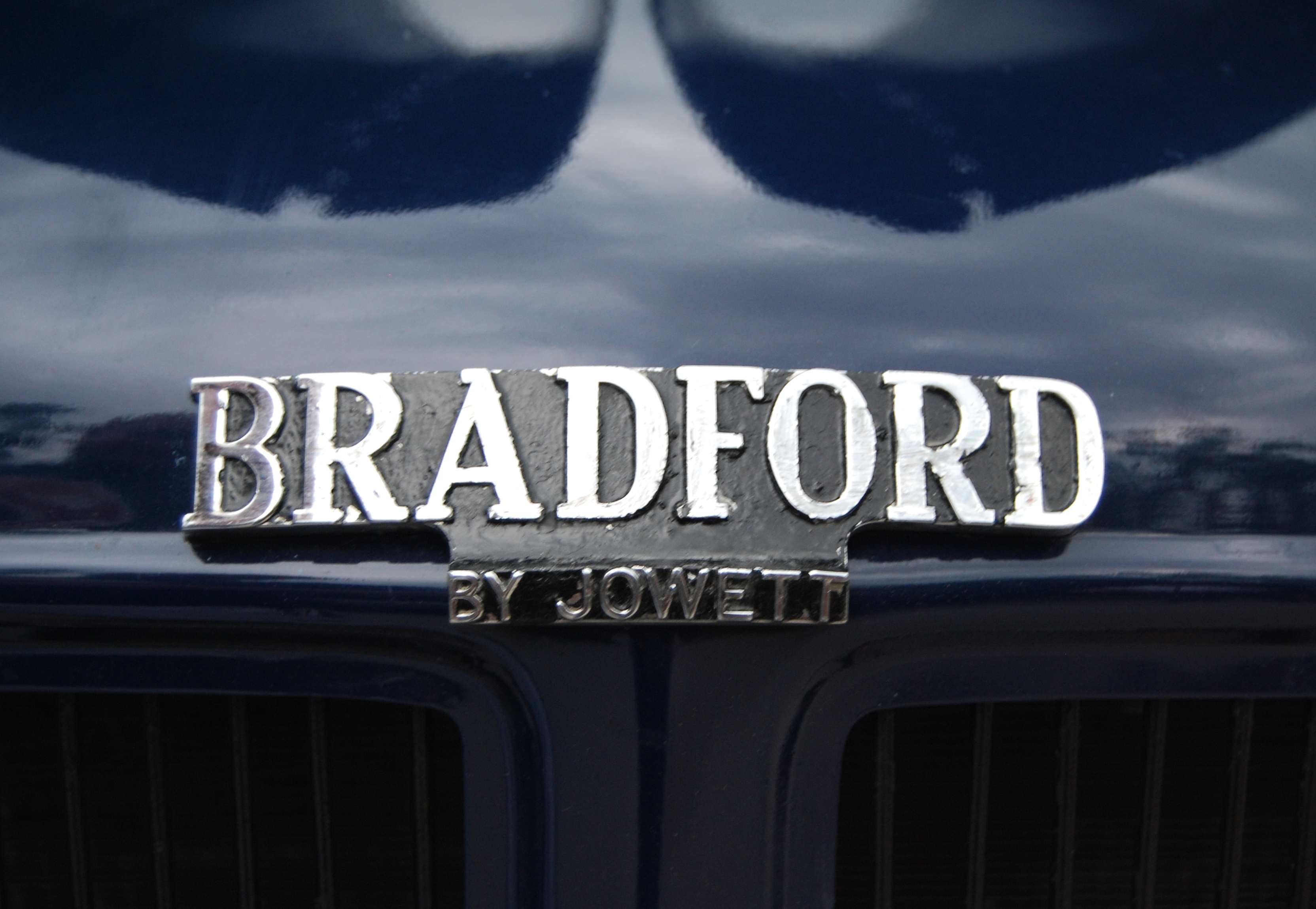